# Sancha de Aragón (n. 1246)

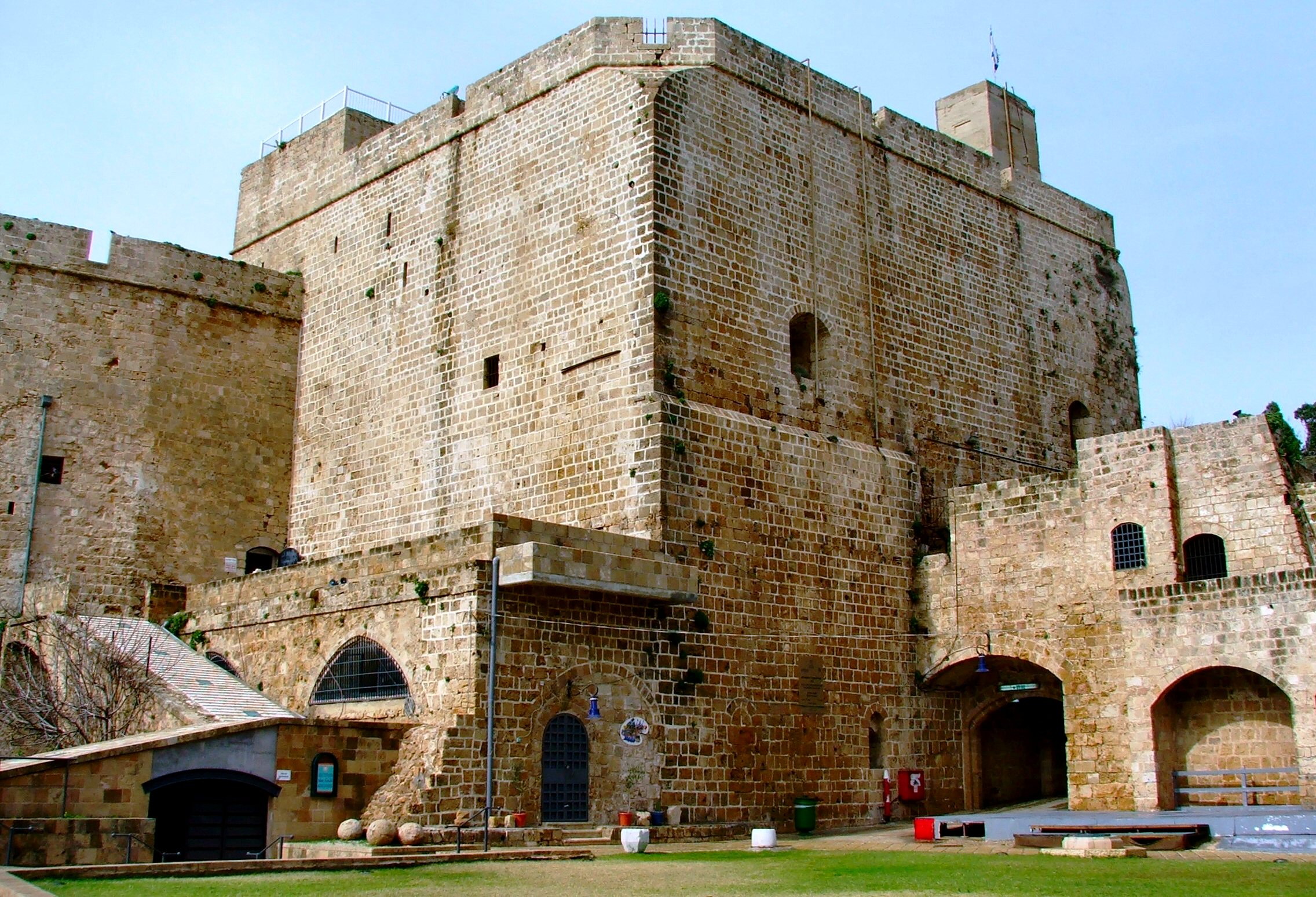
El castillo de los Hospitalarios en Acre.

Sancha de Aragón (1246 - Tierra Santa, antes de 1275) fue infanta de Aragón, hija del rey Jaime I el Conquistador y de su esposa Violante de Hungría.

## Biografía
La infanta Sancha fue la tercera hija nacida del segundo matrimonio del rey Jaime con Violante de Hungría, precedida por sus hermanas Violante y Constanza. Aunque aparece en la documentación medieval coetánea, no se menciona en el Llibre dels feits y pocos detalles se conocen de su vida. Su madre la menciona en su testamento otorgado en 1248 y, en 1251, el papa Inocencio IV dio su permiso para que pudiera contraer matrimonio.
Cuando falleció Teobaldo I de Navarra en julio de 1253, el rey Jaime I de Aragón acudió a entrevistarse con su viuda, la reina Margarita, a quien prometió que daría a su hija Constanza en matrimonio al heredero de la Corona y si esta muriese antes de consumarse el matrimonio, sería su hija Sancha quien casaría con Teobaldo II. Constanza casó finalmente con el infante Manuel de Castilla quien, después de enviudar, volvió a contraer matrimonio y fue el padre de Don Juan Manuel. 
Sancha no se casó con el infante navarro y su rastro se pierde a partir de esa fecha. Años más tarde, ya después de fallecer, Don Juan Manuel la menciona en su Libro de las tres razones (anteriormente llamado Libro de las armas) donde describe los últimos años de su vida. Sancha abandonó las riquezas y viajó a Tierra Santa para asistir a los peregrinos de manera anónima, donde se hizo famosa por su virtud:

Et ovo …la infanta Sancha, que nunca caso. Et oy dezir que muriera en el ospital de Acre o estava desconocidamente serviendo a los romeros et paresçeme que oy dezir o a la infanta donna Ysabel fija del rey de Mallorcas, que fue la primera muger con que yo casé, o duennas de su casa, que quando esta infanta fino en Acre en el ospital que se movieron todas las campanas de la villa a tanner por su cabo, commo las tannen quando ay algun cuerpo finado, et las gentes… fallaron que [el cuerpo] tenia una carta en la mano; et quando la quisieron tomar para leer non gela pudieron sacar de la mano fasta que vino un gran perlado, non me acuerdo si oy dezir si fuera patriarca o obispo. Mas bien me acuerdo oy dezir que fuera perlado et desque vio que la carta non gela podian sacar de la mano, mando en virtud de sancta obediencia que diese la carta. Et ella …abrio la mano et tomo el perlado la carta et leola a todo el pueblo et fallo que dezia la carta commo era la infanta donna Sancha, fija del Rey don Jaymes de Aragon y la Reyna donna Violante su muger.
Cfr. Libro de las armas, pp. 9-10, versión Biblioteca Saavedra Fajardo.

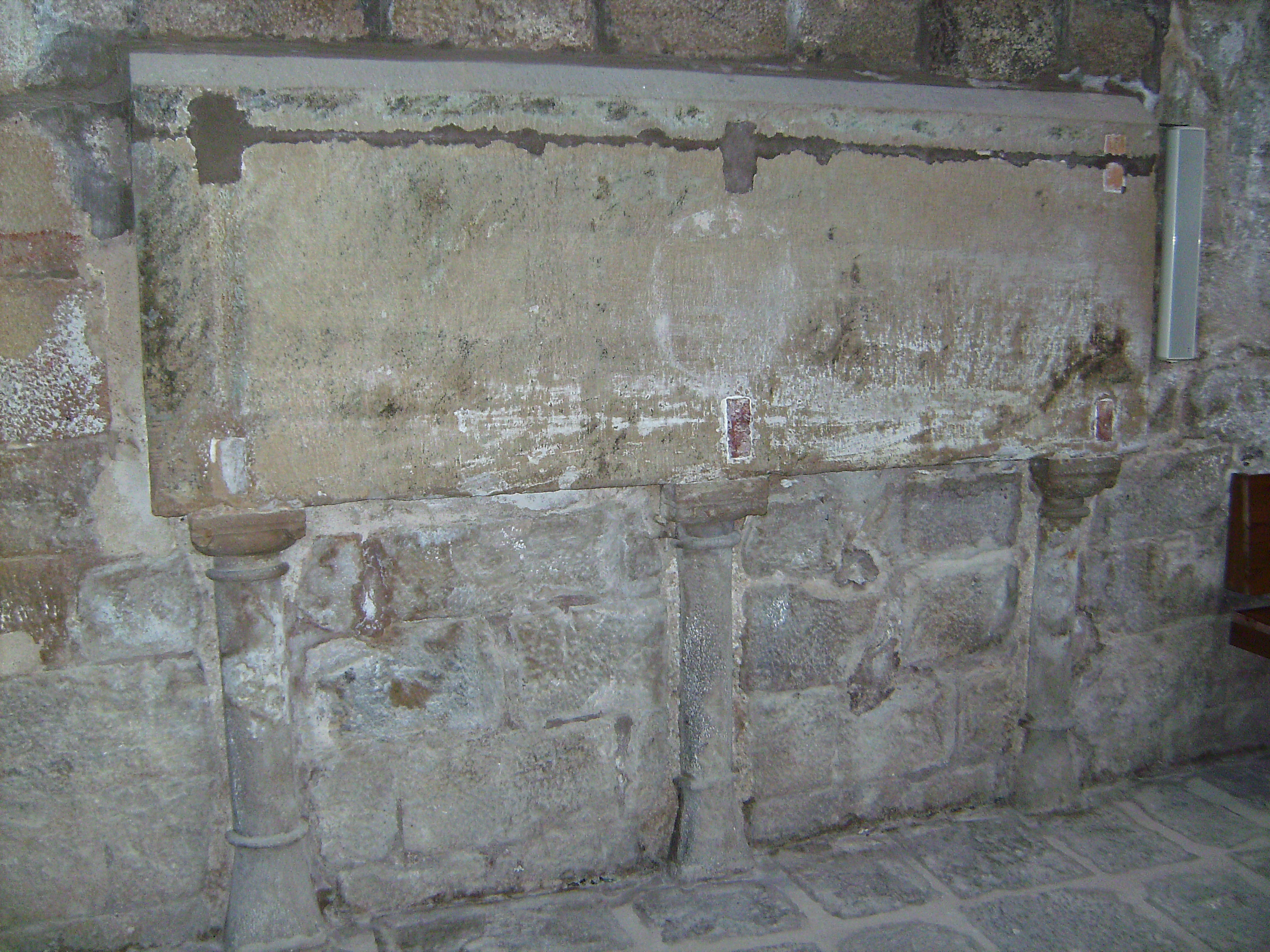
Sepulcro de Sancha de Aragón en el Real Monasterio de Santa María de Vallbona

Es posible que Sancha, como otras princesas centroeuropeas de esa época, siguiera el ejemplo de su tía materna santa Isabel que fue canonizada un año después del matrimonio de sus padres. Algunos historiadores no dan crédito a la historia relatada por Don Juan Manuel. Si bien no dudan de la historicidad del viaje a Tierra Santa o de las acciones caritativas, estos estudiosos señalan las coincidencias existentes entre la vida de la infanta Sancha y diferentes relatos medievales sobre vidas de santos u otros hechos prodigiosos que pudieron influenciar a Don Juan Manuel cuando escribió su relato, como el episodio de la carta milagrosa que revela un dato sorprendente e inesperado sobre la persona fallecida (la verdadera identidad en este caso). Se han destacado especialmente las coincidencias entre los relatos sobre la vida de Sancha y sobre la vida del noble y santo romano Alejo: ambos abandonan sus vidas de riquezas y llevan una vida humilde y anónima dedicada al cuidado de los pobres y los enfermos en el Levante mediterráneo (Sancha en Acre y Alejo en Edesa), la verdadera identidad de ambos es descubierta por medio de una carta hallada tras su muerte, y en ambos casos un hecho milagroso atrae la atención de las gentes tras su muerte (campanas con Sancha y voces con Alejo).
Sancha debió fallecer antes de 1275, pues este es el año en el que sus restos y los de su madre fueron trasladados al Real Monasterio de Santa María de Vallbona. Jerónimo de Zurita escribió que la infanta falleció en el «Hospital de San Juan de Jerusalén» y algunas fuentes afirman que murió en Jerusalén. Sin embargo, el Libro de las tres razones indica que Sancha murió en el hospital de San Juan de Acre, es decir, en el hospital fundado en esta ciudad por la Orden de los Hospitalarios, cuyo nombre completo era Orden de San Juan del Hospital de Jerusalén. Cuando Sancha partió hacia Tierra Santa, Jerusalén hacía tiempo que se hallaba en manos musulmanas (los cruzados perdieron definitivamente su control en 1244), por lo que los cristianos se habían trasladado a Acre.